# 유병언
유병언(兪炳彦, 1941년 2월 11일 ~ 2014년 5월 25일 ~ 6월 2일 경)은 대한민국의 종교인, 기업인, 사진작가이다. 세모그룹의 창업주 겸 회장이었으며 구원파로 알려진 종교단체의 지도자로 알려진 인물이다. 본관은 기계(杞溪)이고, 아호는 아해(兒孩)이다.

## 이력
유병언은 한때 극동방송의 부국장으로 활동하였다. 1976년 봉제완구 제조 및 수출업체 주식회사 삼우트레이딩을 인수해 운영하다가 1979년 식품, 선박제조 등의 회사를 거느린 주식회사 세모(세모기업의 모태)를 창설하였다. 기독교복음침례회의 창시였던 권신찬의 사위이다. 1991년 구원파를 탈퇴한 사람들이 만든 집단 오대양에서 오대양 집단 자살 사건이 일어나 화제가 되어 표적수사를 받았으나 결국 오대양 사건과 관련없는 횡령배임죄로 징역을 살았다. 2014년 세월호 참사가 발생했을 때 선사인 청해진해운과도 관련이 있는 것처럼 알려져 세간의 관심을 받던중 2014년 6월 12일 전남 순천 별장 근처에서 시신으로 발견되었다.

## 생애

### 어린 시절
유병언은 1941년 2월 11일 일제강점기 때 일본 교토에서 한국인 부부 사이에 3남 1녀 중 둘째 아들로 태어났다. 제2차 세계대전이 끝난 후 그의 가족들과 함께 한국으로 돌아와 부모의 고향인 경상북도 대구에 정착하였다. 그는 열두 살 즈음, 한국의 자연이 지닌 아름다움을 묘사한 한 시조에 깊은 감동을 받았다고 하며, 이 시조에서 처음으로 어린아이라는 뜻의 옛말인 ‘아해’라는 단어를 접하고 훗날 자신의 예명으로 삼았다. 학창 시절 그는 학업 성적은 우수하지 않았지만 어떤 일이든지 몰두하는 성격과 함께 뛰어난 손재주를 가졌다는 평을 들었고, 이러한 손재주가 훗날 그가 기업인으로 활동하는 데 큰 밑거름이 되었다고 한다. 20살 되던 해 유병언은 성경에서 기독교의 신앙을 깨우침으로써 큰 전환점을 맞이하였고, 그 후 그의 예술적, 환경적, 기업가적인 노력에는 그의 신앙이 줄곧 밑거름이 되었다.
성광고등학교를 졸업한 후 대구 문화교회에 출석하여 신앙생활을 하던 중 미국인 독립 선교사 딕 욕(Dick York)이 운영하는 성경학교를 수료하였으며, 1962년 선교사인 길기수의 설교를 듣던 중에 마태복음 22장 설교에서 회심 경험을 하고, 권신찬 목사와 선교 사역을 함께 했다. 그러던 중 같은 선교학교 출신이었던  권신찬(權信燦, 1923년 ~ 1996년)목사의 딸인 권윤자와 결혼하였다. 1972년에는 미국 국제 복음주의 동맹 선교회(TEAM) 산하에 있던 공산권 선교 방송국인 극동방송과 유병언이 속한 평신도복음선교회(기독교복음침례회 전신)이 한국어 방송 공동운영 계약을 맺어 부국장 자리에 올랐으나 이들의 설교 방식과 신학에 비판이 제기되어 1976년 TEAM선교부와 평신도복음선교회는 공동 운영 계약을 합의 하에 취소하였다. 1981년 11월 종교법인 지위 확보를 위해 권신찬은 기독교복음침례회를 교단으로 정식으로 발족하였으나 유병언은 기존에 서클로서 움직여 왔던 평신도복음선교회의 지위를 고집하였다.

### 기업 활동

#### 삼우무역 인수와 세모그룹 창립
1976년 봉제완구 제조 및 수출업체인 삼우무역(三友貿易, 삼우트레이딩)을 인수하여 기업인으로 활동을 시작한 유병언은 1979년 주식회사 세모를 설립, 건강식품, 선박제조, 자동차부품, 건설 등 9개 계열사를 거느린 종합 기업으로 성장시켰다. 세모라는 이름의 의미에 대해 구약성경 출애굽기의 유대인 지도자 모세의 이름을 뒤집었다는 견해가 있었으나 세모측은, 안정감을 주는 모든 도형의 기초인 삼각형을 의미한다고 밝혔고, 실제로 세모의 로고는 여러개의 삼각형으로 이루어져 있다. 1986년에는 선박 사업 경험이 없었음에도 불구하고 한강 유람선 사업권을 취득하여 주목을 받았으나, 1990년 선착장에 정박중이던 세모 유람선 2척이 태풍으로 떠내려온 원광 유람선과 충돌, 표류하다가 마포대교 교각을 들이받고 침몰하여 유람선을 정박하던 세모 직원 14명이 사망하거나 실종되기도 하였다.
1991년 5월에는 한강유람선 사고의 책임으로 배상을 감당하지 못하여 한강 유람선 사업에서 철수한 원광해운 유람선 2척을 인수하여 한강 유람선을 독점 운항하게 되었다 1995년에는 세모에서 해운사업부를 분사시켜 자회사 세모해운을 설립하고 서해안과 남해안 20여개 항로에 총 27척의 여객선과 화객선을 운항하는 대한민국 최대의 연안여객선업체로 성장시켰으나 이후 무리한 투자 후유증으로 경영난을 겪다가 1997년 부도 처리됐다. 이후 유병언은 대외적으로 기업 활동을 중단하였고, 한동안 대한민국에서 행방이 알려지지 않았다.

### 사진작가 활동
1991년 4년간 투옥되며 감옥의 창문너머로 새들이 가장 굵은 나뭇가지들 사이에 슬기롭게 둥지를 튼 모습을 보았고 2009년 도심을 벗어난 자신의 스튜디오에서 창문 밖의 풍경을 스케치하기 시작했다. 그리고 그곳에서 보게 된 다양한 풍경들을 사진에 담았고, 'Through My Window'라는 이름의 프로젝트로 매일 창문 너머로 보이는 자연을 330만장의 사진에 담았다. 이를 통해 우리 주변에 있는데도 쉽게 눈에 띄지 않는 자연 세계를 찾아내어 세상과 나누고자 했으며, 4년간 스튜디오에 스스로 갇힌 채 세상에 자연 세계를 보여줌으로써 옥중에서 잃어버린 4년의 시간을 되찾고자 했다.
2014년 세월호 침몰 사고를 일으킨 청해진해운의 지주 회사인 아이원아이홀딩스 계열사 명단에 아해(AHAE)라는 이름의 도료를 생산하는 기업이 올라있는 것이 확인되고, 아이원아이홀딩스 대주주인 유병언의 차남 유혁기가 아해 국제사진전을 주관하는 '아해프레스'의 대표인 것으로 확인되면서, '아해'라는 인물이 유병언과 동일인물이 아니냐는 논란이 제기되었고, 이는 사실인 것으로 밝혀졌다.
프랑스 파리의 베르사유 궁전 등 유럽 각지에서 개인 전시회를 열면서 런던 교향악단을 초청하는 등 주목받았으나, 전시회를 성사시키기 위해 거액의 후원금을 제공했다는 의혹이 제기되었다. 하지만 이는 전시 성사를 위해서가 아닌, 전시 성사 후 감사 표시의 기부금이었다고 한다. 루브르 박물관 전시회를 위해서 유병언은 110만 유로(약 16억 원)를 기부했고 베르사유 궁전 분수 재단장 사업비 140만 유로(약 20억 원)을 부담한 것이 밝혀졌다. 천해지는 2012년 국제사진전을 주관하는 ‘아해프레스 프랑스’와 사진 예술 작품을 파는 헤마토 센트릭 라이프 연구소에 각각 14억원, 12억원을 투자했다.

### 횡령·배임 등 범죄 혐의 논란
2014년 4월 16일 전라남도 진도군 해상에서 발생한 세월호 침몰 사고를 수사하는 과정에서, 유병언이 청해진해운 조직도에 "회장"이라는 직함으로 기재되어 있으며 청해진해운으로부터 매월 1,000만원의 급여와 자문료를 지급받아 경영에 관여한 정황이 포착되었다. 검찰청은 유병언과 그의 장남 유대균을 소환하여 이에 관련한 사실을 조사하고자 하였으나 이들은 세 차례의 출석 요구에도 응하지 않고 경기도 안성시 소재 기독교복음침례회 연수원인 금수원 안에 잠적했다가 검찰·경찰 합동수사본부가 금수원에 진입하기 이전에 빠져나왔다.
이에 세월호 실소유주 비리’를 수사했던 인천지검 특별수사팀(팀장 김회종 2차장검사)은 수백억원대 횡령·배임 및 조세포탈 의혹을 받고 있는 유병언(73) 전 세모그룹 회장(청해진해운 회장)에 대한 사전구속영장을 청구를 하여 유병언과 유대균에 대한 구속영장을 발부받아 총 8,000만원의 현상금을 걸고 이들 부자를 공개 수배하였다. 이후 제보자들의 적극적인 참여를 유도하기 위하여 대한민국 형사범 사상 최고의 현상금 액수인 6억원(유병언 5억, 유대균 1억)으로 인상하였다.
한편, 검찰·경찰 합동수사본부는 수사를 통해 세월호의 대한민국 도입 및 증축 과정에서 유병언이 자신의 개인 전시실을 만들기 위하여 무리한 증축을 지시하고, 복원성 문제를 보고받자 오하마나호를 먼저 매각하라고 지시한 사실을 파악하였다. 그러나 추후 김한식 사장이 당시 '오하마나호나 세월호 중 하나를 팔고 화객선을 구입하자는 의견'을 보고하여, 이에 유 전 회장이 '선령이 25년을 초과하는 오하마나호를 먼저 매각하라'고 지시했을 뿐, 세월호 매각 의견을 일축하거나 반대한 바는 없었다고 한다.
이후, 전남 순천에서 발견된 사체가 유병언으로 확인됨에 따라 사건은 '공소권 없음'으로 종결되면서 추징보전명령이 내려진 유 전회장의 동결 자산도 추징하기 어려워졌다. 그래서 국회에서는 이른바 ‘유병언법’으로 불리는 ‘범죄 수익 은닉 규제 및 처벌법’의 입법을 시도했지만 이 법이 통과돼도 천해지와 기독교복음침례회, 청해진해운 등 유 전 회장 일가가 관여한 법인 자산 대부분이 금융권 담보대출 등으로 묶여 있어 경매를 통해 자산을 매각하더라도 정부가 추징할 수 있는 금액은 4000억~6000억원 규모로 추산되는 구조·수습·인양 비용에 턱없이 못미칠 것이란 전망이 있는 가운데 2015년 1월 세월호 운항선사 청해진 해운의 관계사로 알려진 문진미디어가 서울 강남구 역삼동 본사 빌딩을 최근 149억4168만원에 매각했지만 검찰은 유 전 회장이 문진미디어의 실소유주란 증거가 없어 빌딩 매각 대금을 추징해 세월호 사고 배상 등에 사용하기는 어렵다는 입장이다.

### 수배 이후 행적

#### 망명 가능성 타진
인천지방검찰청 특별수사팀은 "최근 익명의 인사가 대한민국 주재 모 대사관에 유병언 전 회장의 정치적 망명 가능성을 타진했지만 해당 대사관에서 단순 형사범이라는 이유로 망명 신청을 거절했다"고 밝히면서도 어느 나라에 망명을 요청했는지는 말하지 않으면서 복수의 국가는 아니라고 말했다. 유병언 측의 어떤 인물이, 어떤 방식으로 이를 시도했는지에 대해서도 "파악해봐야 한다"고 말을 아꼈다. 검찰은 유병언이 다른 국가 대사관을 통해서도 망명 가능성을 타진할 가능성이 있다고 보고 외교부를 통해 각국 대사관마다 망명 신청을 받아주지 말라고 협조를 요청했다. 하지만, 검찰은 브리핑 이후 약 두 달이 지난 2014년 8월 19일 "전화 발신자의 신원 확인 결과 구원파와 별 관계가 없는 사람의 장난 전화였다."고 밝혀 발신자 확인이라는 당연한 순서도 거치지 않은 성급한 발표로 인해 벌어진 해프닝으로 밝혀졌다.

#### 재산 가압류
정부가 유병언을 포함한 세월호 참사의 책임자들을 상대로 재산 가압류를 신청하면서 피해자들에 대한 보상이 본격 진행될 전망이다. 가압류 신청은 명목상 국가가 세월호 참사로 썼거나 앞으로 들어갈 비용에 대한 구상권 청구의 첫 단계다. 소송으로 받아내게 될 유병언 일가 등의 재산 중 상당액은 세월호 피해자의 몫으로 돌아갈 것으로 보인다. 6월 26일 법조계에 따르면 법무부는 지난 20일 유병언과 세월호 선장 이준석 등의 재산에 대해 가압류를 신청하면서 피보전채권액을 4천 31억 5천만원으로 설정했다. 정부가 이들에게 받아낼 채권이 그만큼 있다는 뜻이다. 여기에는 희생자 구조·수습, 가족들에 대한 지원비용 등 세월호 참사와 관련한 정부의 지출 일체와 인양작업을 비롯해 앞으로 들어갈 예상비용, 정부가 우선 부담할 피해자들에 대한 보상금까지 포함됐다. 그동안 이런 비용은 5∼6천억원으로 추산되어 왔다. 그러나 구상권을 청구하기 위해서는 세월호 참사에 대한 유 전 회장의 법적 책임을 정부가 입증해야 하고, 정부가 동결한 유 전 회장의 재산의 대부분이 차명 재산이라 의심을 받고 있으나 이는 사실이 아니며 상당 부분이 교단 재산인 것으로 밝혀졌다.

### 시신 발견
2014년 7월 22일 그의 순천 별장 근처에서 발견된 노숙자로 추정되는 남성 시신이 유전자 검사 결과 유병언으로 밝혀졌다고 언론에 보도되었다. 그가 자살했는가 타살되었는가의 여부는 발견된 시신이 상당부분 부패해있고 얼굴 부분은 해골만 남았으며 머리카락이 해골에서 분리되는 등 일정부분 부패되어 확인이 어렵다. 그러나 지역 주민들은 해당 시신이 훨씬 이전에 발견되었고, 이후 유병언이라고 기자와 경찰이 얘기했다고 주장하였다.

### 장례
장례는 기독교복음침례회(구원파) 총본산 금수원에서 2014년 8월 30,31일 이틀에 걸쳐 치러졌다. 금수원에는 장례 첫날인 2014년 8월 30일 신도 2천여 명이 조문을 와 이곳에서 숙식을 해결한 데 이어 2014년 8월 31일 추가로 2천여 명이 찾아 발인에 앞서 열린 추모예배에는 모두 4천여 명(경찰 추산)이 참석하였다.
2014년 8월 31일 오전 9시부터 11시 30분까지 2시간 30분가량 대강당에서 진행된 추모예배와 간단한 발인식이 끝난 뒤 운구행렬은 대강당 2층 유 전 회장의 작업실 등 금수원 내부를 둘러보고 장지로 향하였다. 구원파 측은 유 전 회장의 장인인 권신찬 목사의 묘가 있는 청량산을 유 전 회장의 장지로 결정하였다. 운구행렬이 대강당을 나와 청량산까지 700여ｍ를 이동할 때에는 신도들이 2ｍ 간격으로 늘어서 유 전 회장의 마지막 모습을 지켜봤다. 기독교복음침례회(구원파)는 2014년 8월 31일 오후 2시께 경기도 안성시 보개면 상삼리 금수원 뒤편 청량산에 유 전 회장의 시신을 매장하는 것으로 30일부터 치러진 2일장을 끝마쳤다.

## 논란과 의혹

### 오대양 변사 사건 관련
1987년 오대양 집단 자살 사건이 발생하자 탁명환 등은 이 사건을 자살이 아닌 타살이라고 주장했다. 이후 구원파 배후설을 강력하게 주장하였으나, 1987년과 1989년 그리고 1991년 세 번의 검찰 수사 끝에 모두 동일하게 혐의없음으로 결론났다.

### 시신 발견 문제
세월호 참사와 관련해 유병언이 두달 가까이 검찰의 수사망을 피해온 가운데, 2014년 6월 12일 전라남도 순천시에서 발견된 남성 변사체가 유병언이 확실한 것으로 결론내려졌다.
경찰 관계자는 “국과수에서 이 주검의 DNA를 유 전 회장 친형의 DNA와 비교한 결과, 유 전 회장의 DNA가 맞는 것으로 통보해왔다”고 말하였다. 사체는 발견 당시 겨울용 점퍼에 벙거지를 쓴 채 하늘을 바라보고 누워 있었던 것으로 알려졌다. 반백골화가 80%가량 진행된 상태로 정확한 사망 시점은 아직 확인되지 않았으나, 타살 혐의점은 없는 것으로 확인되었다.
시신이 6월 12일 이미 입수되었고, 반 백골화가 진행되어 시신의 부패와 손가락 등의 지문 수집에 어려움을 겪었으나, DNA 조사 및 시신의 오른쪽 검지 지문 1점을 채취하여 검색한 결과 유병언이 확실하다고 검찰측이 2014년 7월 22일 밝혔으며, 서중석 국립과학수사연구원장은 25일 오전 10시 신체 크기와 절단된 손가락, 충치 치료 등의 특기 사항 분석을 통해 해당 시신이 유병언임을 확인하였다고 밝혔다. 이로써 유병언은 도피생활 도중 생을 마감한 것으로 결론났다. 다만 시신 부패가 심하고 내부장기가 훼손되어 사망 시점이나 사인 판정은 불가능하다고 밝혔다.
한편, 경찰청은 유병언의 시신 발견 초기 초동수사를 미흡하게 한 책임을 물어 순천경찰서 지휘부들에 대한 문책에 들어갔다. 그러나 유병언 전 세모그룹 회장 변사사건 부실수사 책임을 지고 물러났던 이성한 전 경찰청장이 대통령이 임명하는 한국전력의 상임 이사로 선임되며, 낙하산 인사가 아니냐는 논란이 일었다.

### 노숙 논란과 사망 시점 논란
일부 경찰 및 지역 주민들은 해당 시신이 유병언이 아닌 인근을 배회하던 노숙인일 가능성을 제기하였으나, 국립과학수사연구소 측이 시신의 유전자를 채취, 분석한 결과 안성 금수원 및 순천 송치재 별장에서 채취된 유병언의 유전자와 완벽하게 일치되며 그의 형 유병일의 유전자와도 일치점이 있는 것으로 판명되었고, 경찰은 변사체의 유전자 감식과 지문 확인을 통해 해당 시신이 유병언 전 세모그룹 회장의 것임을 확인했다고 최종 발표하였다.
아울러 사망한 지 짧은 시간만에 시신이 심하게 부패될 수 있느냐는 의혹에 대해서도 표창원 범죄과학연구소장은 충분한 의혹 제기 가능성을 언급하면서 “시신의 평소 건강 상태나 지병, 장기의 어떤 훼손, 외부적인 습도나 온도, 그리고 특히 상처가 있느냐에 따라서 다르다”며 “상처가 있을 경우에는 피 때문에 동물이나 곤충들이 더 많이 몰려들게 되고 부패를 가속화 시켜 세균 번식도 많아지고, 그런 것 때문에 불가능한 상태는 아니다“라고 지적하였고, 이윤성 서울대학교 법의학과 교수도 "야생동물은 부패 자체를 결정하지는 않지만 시체 훼손을 많이 관여하며, 야생동물이 피부를 훼손하면 거기에 균이나 파리 등등이 개입하기가 훨씬 쉬워져 부패가 더 빨리 진행이 된다"고 지적, 이러한 상황이 충분히 가능함을 시사하였다.

### 실소유주 논란
세월호 직후 청해진해운의 실소유주가 유병언이며, 세월호 침몰의 원인으로 지목받았다. 박근혜 전 대통령까지 유병언 몰이에 가세하였으나 이는 결국 세월호 침몰의 원인을 규명하고, 본질에 집중하지 못하게 만들었다는 평가를 받고 있다.  뿐만 아니라 세월호 실소유주로 널리 알려진 것과는 달리 유병언은 청해진해운과 관련된 주식을 가지고 있지 않았다고 결론이 났고, 청해진해운 뿐만 아니라 유병언의 차명재산으로 알려진 주식, 재산들도 재판을 통해 '이를 증명할 만한 증거가 없다'고 판결되었다.
이에 따라 구상권 청구도 난항을 겪고 있다. 유병언 전 회장의 경우 사망한 채 발견됨에 따라 '공소권 없음'으로 결론났으며, 2019년 2월 대법원도 유대균에 대한 정부측 구상권 청구에 대하여 상고 기각 판결하였다. 이를 의식했는지 세월호 실소유주라고 보도했던 언론사에서도 정정보도를 하는 등 최근에는 세월호 실소유주 유병언이라는 표현 대신 세모그룹 전 회장 유병언이라고 보도하고 있다.

## 특기 사항
- 유병언과 그 일가가 13개 해외법인을 통하여 대한민국 및 타 국가에 보유한 주식과 부동산 등의 가치가 한화 약 2,400억원에 달하는 것으로 파악되었으나 이는 대부분 구원파로 구성된 영농조합법인의 소유이거나 개인의 재산인 것으로 드러나 재산의 소유주를 밝히기 어려운 것으로 알려졌다.[49] 대한민국에서 신분을 숨기고 자신의 호인 아해라는 이름만을 내세워 사진작가로 활동하면서 2012년에는 프랑스 남부에 자리잡은 쿠르베피(프랑스어: Courbefy) 마을을 52만 유로(약 7억 7,000만 원)에 통째로 사들여 주목받기도 했다.[50]
- 태권도 유단자로서 1968년에 이미 공인 5단을 획득하였고, 사망할 당시에는 공인 7단이었던 것으로 알려져 있다. 당시 대구권에서 무술계의 실권자로 활약하던 전두환의 친동생 전경환과 이 때 무술을 통해 맺은 인연이 계기가 되어 훗날 그가 기업 활동을 할 당시 전경환으로부터 많은 도움을 받을 수 있었다고 알려져 있으나, 유병언 전 회장과 전경환은 전혀 친분이 없으며 5공화국과의 정관계 연관설 역시 사실이 아니라고 복음침례회 측은 밝혔다[51].  또한, 1992년 발간된 전두환 육성 증언이라는 책에서는 "이번 행사 때 배를 타도 그 회사의 유람선은 안 타겠다"면서 "앞으로 그 사람 유람선은 적절히 견제해서 잘라버리라"라고 말한 기록이 있다.[52]

## 저서
- (영어)Byung-Eun Yoo (2004). “God so Loved I (하나님이 세상을 이처럼 사랑하사 1)” (PDF). New York: Evangelical Media Group. 2005년 10월 30일에 원본 문서 (PDF)에서 보존된 문서.[53]
- (영어)Byung-Eun Yoo (2004). “God so Loved II (하나님이 세상을 이처럼 사랑하사 2)” (PDF). New York: Evangelical Media Group. 2005년 10월 30일에 원본 문서 (PDF)에서 보존된 문서.[53]
- (영어)Byung-Eun Yoo (2004). “The Anchor of the Soul (영혼의 닻)” (PDF). New York: Evangelical Media Group. 2005년 10월 30일에 원본 문서 (PDF)에서 보존된 문서.[53]
- (영어)B. E. Yoo (2008년 8월 1일). 《While Reading Through John's Gospel 1 (요한복음을 읽으면서 1)》. Evangelical Media Group. ISBN 978-1-60668-007-0.
- (영어)B. E. Yoo (2008년 8월 1일). 《While Reading Through John's Gospel 2 (요한복음을 읽으면서 2)》. Evangelical Media Group. ISBN 978-1-60668-008-7.

## 같이 보기
- 구원파
- 기독교복음침례회
- 대한예수교침례회
- 청해진해운
- 오대양 집단 자살 사건
- 세월호 침몰 사고
- 전양자
- 박진영